# Salvatore Sini
Salvatore Francesco Sini (Sarule, 2 maggio 1873 – Nuoro, 1954) è stato un avvocato e scrittore italiano.

## Biografia
Figlio di Agostino Sini Cheri, contadino, e di Mariantonia Brandinu Vilia, casalinga, presto decise di intraprendere gli studi a Nuoro. Successivamente si iscrisse alla facoltà di giurisprudenza dell'Università degli Studi di Cagliari, laureandosi nel 1904.
Nel 1911 pubblicò la canzone La Guerra Tripolina, dove afferma che la guerra in Libia può provocare solo gravi danni.
Aderì alle idee socialiste, come testimoniano alcune sue canzoni.
La sua poesia più famosa è A Diosa, nota anche come No potho reposare, musicata dal maestro Giuseppe Rachel.

## Opere
- Il Medico, Nuoro 1909.
- La Guerra Tripolina, 1911.
- Lamentos de sas theracas de Nugoro" 1915.
- A Diosa, 1915 (in seguito intitolata Non potho reposare).
- A diosu.
- Muttos.
- Comunismu 1919.
- A Zuseppe Mesina 1924.
- Sa canthone de Zuseppe Nonne 1925.
- Su zeccu.
- Su cundennau innozente.
- Augurios pro s'isposaliziu de su Principe Umberto 1929.
- Il monello, inedito.